# تازه‌کارها
تازه‌کارها فیلمی آمریکایی در ژانر کمدی-درام و رمانتیک و محصول سال ٢٠١٠ میلادی است.

## موضوع فیلم
الیور (یوان مک‌گرگور) تنها چند ماه پس از فوت پدرش(کریستوفر پلامر)، «آنا»ی بی ادب و غیرقابل پیش‌بینی را ملاقات می‌کند. این عشق جدید الیور را به یاد و خاطرهٔ پدرش می اندازد که ۴۴ سال زندگی مشترک داشته و تا ۷۵ سالگی زندگی پر هیاهو و هیجان انگیزی داشته همه باعث شده پدر و پسر بسیار به هم نزدیک شوند. و حالا الیور می‌خواهد با همان شوخ طبعی، شجاعت و امیدی که پدرش به او یاد داده با آنا شروع کند.

## جوایز
- کریستوفر پلامر برنده جایزه اسکار بهترین بازیگر نقش مکمل مرد شد و نامش به عنوان مسن‌ترین برنده اسکار در کتاب گینس ثبت شد.
- کریستوفر پلامر برنده جایزه از جشنواره گلدن گلوب به عنوان بهترین بازیگر نقش مکمل مرد
- کریستوفر پلامر برنده جایزه جامعه منتقدان فیلم دنور
- کریستوفر پلامر برنده جایزه انجمن منتقدان فیلم لس‌آنجلس
- کریستوفر پلامر برنده جایزه انجمن ملی نقد جایزه
- کریستوفر پلامر برنده جایزه منتقدان آنلاین فیلم
- کریستوفر پلامر نامزد جایزه جشنواره فیلم سیاتل
- نامزد جوایز جایزه ایندیپندنت اسپیریت برای بهترین کارگردانی، فیلمنامه و بازیگر نقش مکمل مرد
- جشنواره فیلم گاتام- بهترین فیلم- ٢٠١١